# Leniuchowo
Leniuchowo (ang. LazyTown) – telewizyjny serial fabularno-animowany dla dzieci, który był kręcony na Islandii (gdzie nosi tytuł Latibær), bardziej znana jest jednak wersja amerykańska – to właśnie ona jest premierową na całym świecie i podstawą dla zagranicznych wersji. Twórcy i aktorzy Leniuchowa to Islandczycy, Amerykanie i Brytyjczycy. Serial został stworzony przez islandzkiego gimnastyka Magnúsa Schevinga, który gra Sportacusa w serialu. Oryginalna emisja odbywa się w stacjach Sjónvarpið (Islandia), Nick Jr. oraz Noggin (USA) i BBC (UK). Ponadto emisją zajmowała się kiedyś amerykańska stacja CBS. Serial jest emitowany w ponad 100 krajach i w około 30 językach; w Polsce emitowany był w Jetix, jednak został zdjęty z anteny 18 września 2009. Od 1 września 2009 r. do 18 czerwca 2010 roku emitowany był na kanale Disney Channel w bloku programowym o Playhouse Disney. 1 września 2010 roku serial pojawił się na kanale Disney Junior, gdzie był emitowany do marca 2013. Od poniedziałku 25 lutego 2013 serial pojawił się na kanale Boomerang w bloku Cartoonito. 26 marca 2018 r. został wycofany z ramówki Boomerangu i od tego czasu nie jest już emitowany na żadnym z powyższych kanałów.
Ogółem wyprodukowano 79 odcinków w 4 seriach. W 2008 w BBC pojawił się też serial dla młodszych LazyTown Extra, a w 2007 po Wielkiej Brytanii podróżowała teatralna trasa LazyTown Live!, która w 2009 zostaje kontynuowana jako LazyTown Live! The Pirate Adventure.

## Fabuła
Główną postacią serialu jest Stephanie, pełna energii i uśmiechnięta dziewczyna, która przyjeżdża na wakacje do wujka Milforda Dobrowolskiego, który jest mieszkańcem i burmistrzem miasta zwanego Leniuchowo. Stephanie jest bardzo ruchliwą osobą, w przeciwieństwie do pozostałych dzieci w Leniuchowie. Postanawia je zachęcić do przyłączenia się do niej, ponieważ twierdzi, że wieczne siedzenie w domu i granie w gry video szkodzi zdrowiu. Pomaga jej superbohater Sportacus. Razem udaje im się zaprowadzić w mieście „porządek”, lecz z wyjątkiem jednego mieszkańca – Robbiego Zgniłka, który wciąż postanawia zostać przy lenistwie. Chce do tego wciągnąć resztę ludzi w mieście, przebierając się za różne postacie i próbując różnych sposobów, ale nigdy mu to nie wychodzi.

## Produkcja
Serial jest połączeniem żywej gry aktorów, gry kukiełek i animacji CGI. Trzy postacie – Sportacus, Stephanie i Robbie Zgniłek są jedynymi granymi przez aktorów. Wyjątek stanowią odcinki Taneczny pojedynek, Mały Sportacus, Robbie's dream team i The Lazy Genie, w których pojawiają się inne postacie grane przez aktorów. Reszta bohaterów jest grana przez kukiełki, za których produkcję odpowiadają Neal Scanlan Studio i Wit Puppets. Tło wydarzeń – budynki i inne miejsca w Leniuchowie są animowane komputerowo. Odcinki kręcone są w studiu w islandzkim mieście Garðabær w technice HD. Budżet każdego odcinka wynosi 1.000.000 dolarów.

## Oryginały
Dawniej na Islandii produkowane były inne seriale o Leniuchowie. Pierwszy z nich to Áfram Latibær (1997, pol. Idź idź Leniuchowo!), drugi to Glanni Glæpur í Latabær (1999, pol. Robbie Zgniłek w Leniuchowie). W obu wszystkie postacie grane były przez aktorów. Były w nich znaczne różnice, również w stosunku do najnowszego Leniuchowa. Pojawiały się tam też postacie nieobecne w tym serialu:
- Eyrún Eyðslukló – pojawiająca się tylko w pierwszym serialu. Dziewczynka, która zbiera od wszystkich pieniądze, a potem kupuje „cały karmelkowy sklep”.
- Lolli Lögga – miejscowy gliniarz. Pojawia się w pierwszym serialu i częściowo w drugim.
- Maggi Mjói – uzdolniony muzykalnie chłopiec, który dużo je. W przeciwieństwie do Ziggy’ego, jego pokarmem nie są słodycze, a proszek do kakao i frytki.
- W obydwu seriach pojawia się jeszcze listonosz.
- Íþróttaálfurinn – Sportacus w obu serialach

## Obsada
| Rola | Aktor                                                                      | Głos                                                                       | Głos polski                                                                          |
| --- | -------------------------------------------------------------------------- | -------------------------------------------------------------------------- | ------------------------------------------------------------------------------------ |
| Sportacus | Magnús Scheving                                                            | Matthias Matthiasson (piosenki)                                            | Tomasz Steciuk                                                                       |
| Stephanie | Julianna Rose Mauriello (I–II sezon) Chloe Lang (III–IV sezon)             | Julianna Rose Mauriello (I–II sezon) Chloe Lang (III–IV sezon)             | Magdalena Wasylik                                                                    |
| Robbie Zgniłek | Stefán Karl Stefánsson                                                     | Stefán Karl Stefánsson                                                     | Jakub Szydłowski (w tyłówce odcinków 1-15 błędnie wymieniony jako Janusz Szydłowski) |
| Ziggy | Guðmundur Þór Kárason                                                      | Guðmundur Þór Kárason                                                      | Lucyna Malec                                                                         |
| Pixel | Ronald Binion                                                              | Kobie Powell (sezony 1-2) i Ronald Binion (sezony 3-4)                     | Anna Apostolakis-Gluzińska                                                           |
| Stingy | Jodi Eichelberger                                                          | Jodi Eichelberger                                                          | Janusz Zadura                                                                        |
| Trixie | Sarah Burgess                                                              | Sarah Burgess                                                              | Beata Wyrąbkiewicz                                                                   |
| Milford Dobrowolski | David Matthew Feldman                                                      | David Matthew Feldman                                                      | Paweł Szczesny                                                                       |
| Bessie Pracusińska | Julie Westwood                                                             | Julie Westwood                                                             | Jolanta Litwin-Sarzyńska                                                             |
| Komputer sterowca | –                                                                          | Thora Clausen                                                              | Krystyna Kozanecka (I–III sezon) Anna Apostolakis-Gluzińska (IV sezon)               |
| Zgniłkonella (odc. 32) | Kristjana Olafsdottir                                                      | –                                                                          | –                                                                                    |
| Johnny B. Bad (odc. 37) | Stefán Karl Stefánsson                                                     | Stefán Karl Stefánsson                                                     | Jakub Szydłowski                                                                     |
| Mały Sportacus (odc. 38) | Davíð Kristján Ólafsson                                                    | Davíð Kristján Ólafsson                                                    | Wojciech Rotowski                                                                    |
| Dżin (odc. 48) | Orn Arnason                                                                | Orn Arnason                                                                | Paweł Lipnicki                                                                       |
| Malarz (odc.50) | Friðjon Olafsson                                                           | Friðjon Olafsson                                                           | ???                                                                                  |
| Dzieci z Francji i Chin (odc.50) | Brynjolfur Haukur Ingolfsson Kristján Thorlacius Finnsson Xiao Li Yanan Li | Brynjolfur Haukur Ingolfsson Kristján Thorlacius Finnsson Xiao Li Yanan Li | ???                                                                                  |
| Roboticus (odc.54) | Ásgeir Helgi Magnússon                                                     | Ásgeir Helgi Magnússon                                                     | Tomasz Steciuk                                                                       |
| Pablo Fantastico (odc.63) | Jóhannes Haukur Jóhannesson                                                | Jóhannes Haukur Jóhannesson                                                | Krzysztof Cybiński                                                                   |
| Święty Mikołaj (odc.66) | Ólafur S.K. Þonvaldz                                                       | Ólafur S.K. Þonvaldz                                                       | Miłogost Reczek                                                                      |
| Jasio Sportsadzonka (odc.68) | Jóhann G. Jóhannsson                                                       | Jóhann G. Jóhannsson                                                       | Jarosław Domin                                                                       |
| Pinokio (odc.70) | Sigurður Þór Óskarsson                                                     | Sigurður Þór Óskarsson                                                     | ???                                                                                  |
| Lulu (odc.75) | Hilmar Guðjónsson                                                          | Ilmur Kristjánsdóttlr                                                      | ???                                                                                  |
| Bobby Zgniłek (odc.78) | Bjðrn Thors                                                                | Bjðrn Thors                                                                | ???                                                                                  |
| Tobby Zgniłek (odc.78) | Snorrl Engilbersson                                                        | Snorrl Engilbersson                                                        | ???                                                                                  |
| Flobby Zgniłek (odc.78) | Bergur Þór Ingólfsson                                                      | Bergur Þór Ingólfsson                                                      | Miłosz Konkel                                                                        |
| Opracowanie i udźwiękowienie wersji polskiej: na zlecenie Jetix – Studio Eurocom (odc. 1-53), Studio Genetix Film Factory (odc. 54-79) Reżyseria: Krystyna Kozanecka-Kołakowska (odc. 1-53) Dialogi: - Aleksandra Rojewska (odc. 1-10), - Hanna Górecka (odc. 11-17, 23-26, 29, 38-39, 44, 50-53), - Maciej Wysocki (odc. 18-22, 27-28, 30-37, 40-43, 45-49) Dźwięk i montaż: - Jacek Gładkowski (odc. 1-10, 16-35, 45-53), - Krzysztof Podolski (odc. 11-15), - Sławomir Gładyszewski (odc. 36-44) Kierownictwo produkcji: Marzena Omen-Wiśniewska (odc. 1-53) Teksty piosenek: Andrzej Gmitrzuk (odc. 1-53) Kierownictwo muzyczne: Marta Radwan (odc. 1-53) Lektor: - Tomasz Marzecki (odc. 1-53), - Andrzej Leszczyński (odc. 54-79) Dodatkowy śpiew: Patrycja Modlińska Różne głosy: Wojciech Szymański |                                                                            |                                                                            |                                                                                      |

## Odcinki
- Premiery w Polsce na Jetix:
  - I seria (odcinki 1-15) – 19 maja 2008 roku,
  - I seria (odcinki 16-35) – 4 sierpnia 2008 roku,
  - II seria (odcinki 36-44) – 1 grudnia 2008 roku,
  - II seria (odcinki 45-46) – 22, 29 marca 2009 roku,
  - II seria (odcinki 47-50) – 11-12 kwietnia 2009 roku,
  - II seria (odcinki 51-53) – 13-14 czerwca 2009 roku.
- Premiery na kanale Disney Channel w bloku Playhouse Disney:
  - I seria (odcinki 1-35) – 1 września 2009 roku,
  - II seria (odcinki 36-53) – 2009 / 2010;
- Premiery na kanale Disney Junior:
  - I seria (odcinki 1, 4-35) – 1 września 2010 roku.
- Premiery na kanale Boomerang:
  - I seria (odcinki 1-35) – 25 lutego 2013 roku,
  - II seria (odcinki 36-53) – 24 maja 2013 roku,
  - III seria (odcinki 54-65) – 2 września 2013 roku,
  - III seria (odcinek 66) – 25 grudnia 2013 roku,
  - IV seria (odcinki 67-79) – 20 października 2014 roku.
- Na stronie Jetix VOD od 12 maja 2008 roku były dostępne pierwsze cztery odcinki serialu.
- W serwisie HBO Max dostępne są wszystkie odcinki[3].

## LazyTownExtra
LazyTown Extra (pol. Leniuchowo Extra) to serial dla młodszych dzieci, produkowany w Wielkiej Brytanii i emitowany na kanałach z sieci BBC.

## LazyTownLive!
LazyTown Live! (pol. Leniuchowo Na Żywo!) to trasa teatralna produkowana przez Fiery Angel i MCM Limelight, przedstawiająca postacie i piosenki z telewizyjnej wersji, jednak z grą innych aktorów. Podróżowała po teatrach w Wielkiej Brytanii i Irlandii od października 2007 do sierpnia 2008.
LazyTown Live! The Pirate Adventure (pol. Leniuchowo Na Żywo! Przygody Pirackie) to druga brytyjska trasa podróżująca od stycznia do listopada 2009.

## Dyskografia
Soundtracki:
- 2005: LazyTown
- 2007: LazyTown – The New Album

Single:
- 2006: „Bing Bang (Time to Dance)”

## Magazyn LazyTown
Miesięcznik o Leniuchowie, w którym znajdują się różne zagadki z bohaterami serialu, obecnie nie jest już wydawany.

## DVD
W Polsce ukazała się kolekcja filmowa z odcinkami serialu.
| Nazwa                         | Odcinki                                                                   |
| ----------------------------- | ------------------------------------------------------------------------- |
| Witajcie w Leniuchowie        | Witajcie w Leniuchowie, Doktor Zgniłekstein, Dzień sportu                 |
| Bohater dnia                  | Bohater dnia, Wystopowany, Zgniłobrody                                    |
| Bezsenność w Leniuchowie      | Bezsenność w Leniuchowie, Gdzie jest kryształ?, Dinozaur                  |
| Leniwe zuchy                  | Leniwe zuchy, Mój domek na drzewie, Zwędzone słodkości                    |
| Wszystkiego najlepszego       | Wszystkiego najlepszego, Pixelowo, Sportafałsz                            |
| Drogi pamiętniku              | Drogi pamiętniku, Najbardziej leniwe miasteczko, Piłkarski oszust         |
| Festival słodzyczy sportowców | Festival słodyczy sportowców, Pilot, Pani Roberta                         |
| Dzień zabaw                   | Dzień zabaw, Tajny agent zero, Sprzątnij to!                              |
| Dzień rekordów                | Dzień rekordów, Kosmita, Sportacus kto?                                   |
| Taneczny pojedynek            | Taneczny pojedynek, Największe wpadki Robbiego, Książę Stingy             |
| Rocka’n’rollowiec Robbie      | Rock’n’rollowiec Robbie, Nawiedzona wieża, Mały Sportacus                 |
| Cyrk z Leniuchowa             | Cyrk z Leniuchowa, Śmieciowe kłopoty, Podwójny kłopot                     |
| Przyjaciele na zawsze         | Przyjaciele na zawsze, Telewizja Pixela, Szkolne oszustwo                 |
| Leniuchowe rakiety            | Leniuchowe rakiety, Urodzinowa niespodzianka, Cyfrowe Leniuchowo          |
| Leniuchowy dżin               | Leniuchowy dżin, Taneczne marzenia, Śnieżny potwór                        |
| Sportacus ratuje zabawki      | Sportacus ratuje zabawki; Dawno, dawno temu; Książeczka energii           |
| Roboticus                     | Roboticus, Najlepszy prezent, Różowy kapturek, Gra w szukanie             |
| Fioletowa pantera             | Kto jest kim?, Fioletowa pantera (część 1.), Fioletowa pantera (część 2.) |
| Niebieski rycerz              | Niebieski rycerz, Pierwszy dzień lata, Kucharz Zgniłek                    |
| Śniadanie u Stephanie         | Śniadanie u Stephanie, Puchar Leniuchowa, Magia Świąt                     |

## Nagrody
| Rok  | Ceremonia    | Dla                            | Kategoria                                                | Wynik     |
| ---- | ------------ | ------------------------------ | -------------------------------------------------------- | --------- |
| 2005 | EDDA         | serial                         | Production Design                                        | wygrana   |
| 2005 | EDDA         | serial                         | Costume Design                                           | nominacja |
| 2005 | EDDA         | serial                         | Cinematography and Editing                               | nominacja |
| 2005 | EDDA         | serial                         | Screenplay                                               | nominacja |
| 2005 | EDDA         | serial                         | TV Drama/Comedy of the Year                              | nominacja |
| 2006 | BAFTA        | serial                         | Children’s Award                                         | wygrana   |
| 2006 | Daytime EMMY | Julianna Rose Mauriello        | Outstanding Performer in a Children’s Series             | nominacja |
| 2006 | EDDA         | Magnús Scheving                | Lifetime achievement                                     | wygrana   |
| 2006 | EMIL         | serial                         | ??                                                       | wygrana   |
| 2007 | Daytime EMMY | Magnús Scheving Jonathan Judge | Outstanding Directing In A Children’s Series             | wygrana   |
| 2007 | Daytime EMMY | Mani Svavarsson                | Outstanding Achievement in Music Direction & Composition | wygrana   |
| 2007 | BAFTA        | serial                         | Children’s Award                                         | nominacja |
| 2008 | BAFTA        | serial                         | Children’s Award                                         | nominacja |
| 2008 | EDDA         | serial                         | Best TV Show                                             | nominacja |
| 2008 | EDDA         | serial                         | Best Costumes                                            | nominacja |
| 2008 | EDDA         | serial                         | Best Makeup                                              | nominacja |
| 2008 | EDDA         | serial                         | Best Sound                                               | nominacja |
| 2008 | EDDA         | serial                         | Best Stage Design                                        | nominacja |